# Oswald av East Anglia
Oswald av East Anglia, död 854, var en engelsk monark. Han var kung av East Anglia på 870-talet. 